# 45P/Honda-Mrkos-Pajdušáková
45P/Honda-Mrkos-Pajdušáková, komet Jupiterove obitelji, objekt blizu Zemlji. 
Nosi ime i po astronomima Antonínu Mrkosu i Ľudmili Pajdušákovoj.
Kad je komet bio u perihelu 1995., bio je vidljiv Solarnom i heliosfernom opservatoriju (SOHOu) 16. siječnja 1996., kad je komet bio prividne magnitude 7 i 4,3° od Sunca.
Zelene je boje jer ispušta dvoatomski ugljik koji svijetli zeleno u obližnji vakuum svemira.